# (30766) 1981 UX22
(30766) 1981 UX22 est un astéroïde de la ceinture principale d'astéroïdes découvert en 1981.

## Description
(30766) 1981 UX22 a été découvert le 24 octobre 1981 à l'observatoire Palomar, situé au nord de San Diego en Californie, par Schelte J. Bus.

### Caractéristiques orbitales
L'orbite de cet astéroïde est caractérisée par un demi-grand axe de 2,95 ua, un périhélie de 2,60 ua, une excentricité de 0,12 et une inclinaison de 9,84° par rapport à l'écliptique. Du fait de ces caractéristiques, à savoir un demi-grand axe compris entre 2 et 3,2 ua et un périhélie supérieur à 1,666 ua, il est classé, selon la JPL Small-Body Database, comme objet de la ceinture principale d'astéroïdes.

### Caractéristiques physiques
(30766) 1981 UX22 a une magnitude absolue (H) de 13,8 et un albédo estimé à 0,035.